# Copa del Món de Futbol de 1938
La Copa del Món de Futbol 1938 va ser la tercera edició de la Copa del Món de Futbol i va tenir lloc a França l'any 1938. La competició es disputà entre el 4 de juny i el 19 de juny de 1938 i Itàlia en fou campió en derrotar Hongria a la final per 4 a 2. A diferència de l'edició anterior, on Itàlia rebé força ajudes arbitrals, en aquesta fou el millor equip a bastament.

## Antecedents
Jules Rimet, el creador del torneig, fou el principal valedor de la candidatura del seu país com a organitzador de la Copa del Món, desplaçant Argentina, l'altre candidat. Aquest fou el darrer gran esdeveniment abans de la Segona Guerra Mundial. 69 països van demanar participar en la competició, però l'ambient pre-bèl·lic que es vivia al món, deixaren en 37 les associacions que al final es van inscriure. De fet, la competició fou molt tensa i un dels països classificats, Àustria, ja no hi va poder participar en haver estat annexionada per Alemanya.

## Seus
| París                       | París                                                                                                   | Marsella                                                                                                | Lilla                 |
| --------------------------- | --- | --- | --------------------- |
| Stade Olympique de Colombes | Parc des Princes                                                                                        | Stade Vélodrome                                                                                         | Stade Victor Boucquey |
| Capacitat: 60.000           | Capacitat: 48.712                                                                                       | Capacitat: 48.000                                                                                       | Capacitat: 15.000     |
|                             | | |                       |
| Tolosa                      | AntíbolBordeusLe HavreLillaLióMarsellaParísReimsEstrasburgTolosaCopa del Món de Futbol de 1938 (França) | AntíbolBordeusLe HavreLillaLióMarsellaParísReimsEstrasburgTolosaCopa del Món de Futbol de 1938 (França) | Bordeus               |
| Stade Chapou                | AntíbolBordeusLe HavreLillaLióMarsellaParísReimsEstrasburgTolosaCopa del Món de Futbol de 1938 (França) | AntíbolBordeusLe HavreLillaLióMarsellaParísReimsEstrasburgTolosaCopa del Món de Futbol de 1938 (França) | Parc Lescure          |
| Capacitat: 35.472           | AntíbolBordeusLe HavreLillaLióMarsellaParísReimsEstrasburgTolosaCopa del Món de Futbol de 1938 (França) | AntíbolBordeusLe HavreLillaLióMarsellaParísReimsEstrasburgTolosaCopa del Món de Futbol de 1938 (França) | Capacitat: 34.694     |
|                             | AntíbolBordeusLe HavreLillaLióMarsellaParísReimsEstrasburgTolosaCopa del Món de Futbol de 1938 (França) | AntíbolBordeusLe HavreLillaLióMarsellaParísReimsEstrasburgTolosaCopa del Món de Futbol de 1938 (França) |                       |
| Estrasburg                  | AntíbolBordeusLe HavreLillaLióMarsellaParísReimsEstrasburgTolosaCopa del Món de Futbol de 1938 (França) | AntíbolBordeusLe HavreLillaLióMarsellaParísReimsEstrasburgTolosaCopa del Món de Futbol de 1938 (França) | Le Havre              |
| Stade de la Meinau          | AntíbolBordeusLe HavreLillaLióMarsellaParísReimsEstrasburgTolosaCopa del Món de Futbol de 1938 (França) | AntíbolBordeusLe HavreLillaLióMarsellaParísReimsEstrasburgTolosaCopa del Món de Futbol de 1938 (França) | Stade Municipal       |
| Capacitat: 30.000           | AntíbolBordeusLe HavreLillaLióMarsellaParísReimsEstrasburgTolosaCopa del Món de Futbol de 1938 (França) | AntíbolBordeusLe HavreLillaLióMarsellaParísReimsEstrasburgTolosaCopa del Món de Futbol de 1938 (França) | Capacitat: 22.000     |
|                             | AntíbolBordeusLe HavreLillaLióMarsellaParísReimsEstrasburgTolosaCopa del Món de Futbol de 1938 (França) | AntíbolBordeusLe HavreLillaLióMarsellaParísReimsEstrasburgTolosaCopa del Món de Futbol de 1938 (França) |                       |
| Reims                       | Lió | Lió | Antíbol               |
| Vélodrome Municipal         | Stade Gerland                                                                                           | Stade Gerland                                                                                           | Stade du Fort Carré   |
| Capacitat: 21.684           | Capacitat: 40.500                                                                                       | Capacitat: 40.500                                                                                       | Capacitat: 7.000      |
|                             | | |                       |

## Equips participants

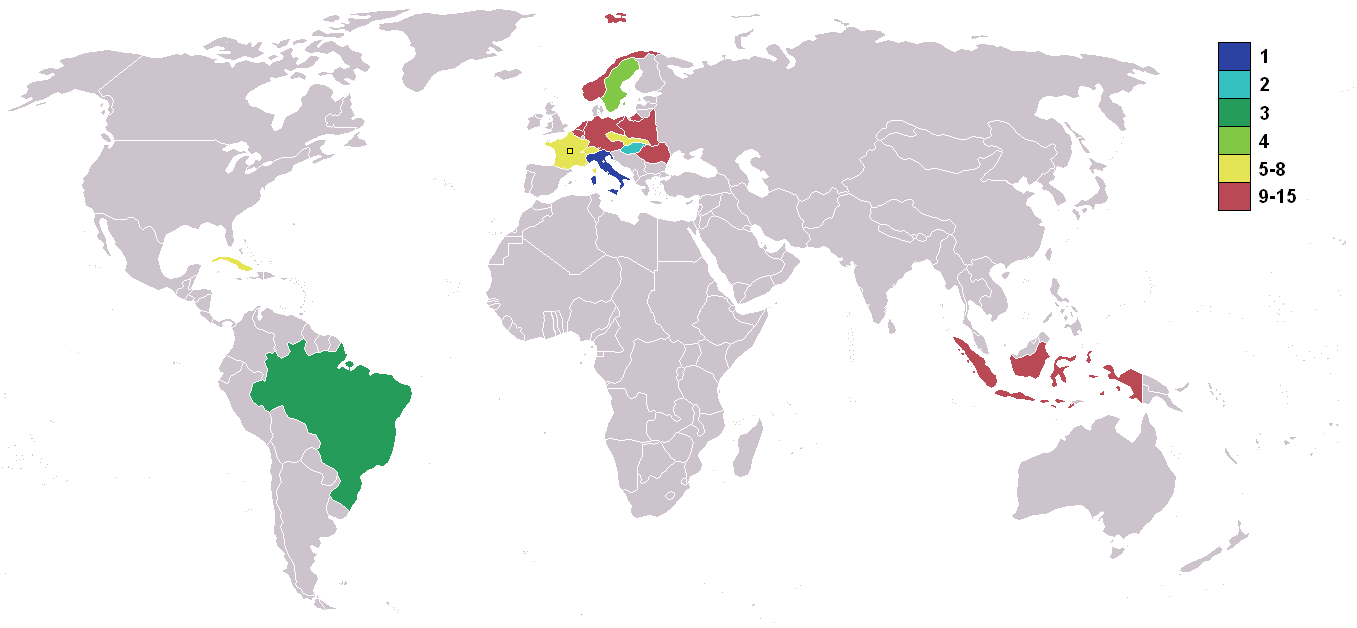
Equips participants

Per a aquest torneig s'hi van inscriure trenta-set associacions, pel que es va haver de disputar una ronda de qualificació, per a determinar les setze classificades. Només es classificaren tres països no europeus: Brasil, Cuba i les Ínides Orientals Holandeses (actual Indonèsia, primera selecció asiàtica en participar en una Copa del Món). França, com a organitzador, i Itàlia com a campió de la darrera edició es classificaren directament.
Les seleccions classificades foren (en cursiva les seleccions debutants):
| Equips participants | Equips participants           | Equips participants | Equips participants |
| ------------------- | ----------------------------- | ------------------- | ------------------- |
| Alemanya            | França                        | Noruega             | Suècia              |
| Bèlgica             | Hongria                       | Països Baixos       | Suïssa              |
| Brasil              | Índies Orientals Neerlandeses | Polònia             | Txecoslovàquia      |
| Cuba                | Itàlia                        | Romania             |                     |

## Resultats
En aquesta edició es mantingué el format de l'edició anterior, amb eliminatòries directes a partit únic des de la primera ronda i amb partits de desempat en cas d'empat.
|  | Vuitens de final                          | Vuitens de final                             |                       |       | Quarts de final | Quarts de final |                      |                      | Semifinals | Semifinals |  |  | Final | Final |
|  |                                           |                                              |                       |       |                 |                 |                      |                      |            |            |  |  |       |       |
|  | 5 de juny - París                         |                                              |                       |       |                 |                 |                      |                      |            |            |  |  |       |       |
|  |                                           |                                              |                       |       |                 |                 |                      |                      |            |            |  |  |       |       |
|  | França                                    | 3                                            |                       |       |                 |                 |                      |                      |            |            |  |  |       |       |
|  | França                                    | 3                                            | 12 de juny - París    |       |                 |                 |                      |                      |            |            |  |  |       |       |
|  | Bèlgica                                   | 1                                            |                       |       |                 |                 |                      |                      |            |            |  |  |       |       |
|  | Bèlgica                                   | 1                                            | França                | 1     |                 |                 |                      |                      |            |            |  |  |       |       |
|  | 5 de juny - Marsella                      |                                              | França                | 1     |                 |                 |                      |                      |            |            |  |  |       |       |
|  |                                           | Itàlia                                       | 3                     |       |                 |                 |                      |                      |            |            |  |  |       |       |
|  | Itàlia (pr.)                              | Itàlia                                       | 3                     | 2     |                 |                 |                      |                      |            |            |  |  |       |       |
|  | Itàlia (pr.)                              |                                              | 16 de juny - Marsella | 2     |                 |                 |                      |                      |            |            |  |  |       |       |
|  | Noruega                                   | 1                                            |                       |       |                 |                 |                      |                      |            |            |  |  |       |       |
|  | Noruega                                   | 1                                            | Itàlia                | 2     |                 |                 |                      |                      |            |            |  |  |       |       |
|  | 5 de juny - Estrasburg                    |                                              | Itàlia                | 2     |                 |                 |                      |                      |            |            |  |  |       |       |
|  |                                           | Brasil                                       | 1                     |       |                 |                 |                      |                      |            |            |  |  |       |       |
|  | Brasil (pr.)                              | Brasil                                       | 1                     | 6     |                 |                 |                      |                      |            |            |  |  |       |       |
|  | Brasil (pr.)                              | 12 de juny - Bordeus (repetit el 14 de juny) |                       | 6     |                 |                 |                      |                      |            |            |  |  |       |       |
|  | Polònia                                   | 5                                            |                       |       |                 |                 |                      |                      |            |            |  |  |       |       |
|  | Polònia                                   | 5                                            | Brasil                | 1 (2) |                 |                 |                      |                      |            |            |  |  |       |       |
|  | 5 de juny - Le Havre                      |                                              | Brasil                | 1 (2) |                 |                 |                      |                      |            |            |  |  |       |       |
|  |                                           | Txecoslovàquia                               | 1 (1)                 |       |                 |                 |                      |                      |            |            |  |  |       |       |
|  | Txecoslovàquia (pr.)                      | Txecoslovàquia                               | 1 (1)                 | 3     |                 |                 |                      |                      |            |            |  |  |       |       |
|  | Txecoslovàquia (pr.)                      |                                              | 19 de juny - París    | 3     |                 |                 |                      |                      |            |            |  |  |       |       |
|  | Països Baixos                             | 0                                            |                       |       |                 |                 |                      |                      |            |            |  |  |       |       |
|  | Països Baixos                             | 0                                            | Itàlia                | 4     |                 |                 |                      |                      |            |            |  |  |       |       |
|  | 4 de juny - París (repetit el 9 de juny)  |                                              | Itàlia                | 4     |                 |                 |                      |                      |            |            |  |  |       |       |
|  |                                           | Hongria                                      | 2                     |       |                 |                 |                      |                      |            |            |  |  |       |       |
|  | Alemanya                                  | Hongria                                      | 2                     | 1 (2) |                 |                 |                      |                      |            |            |  |  |       |       |
|  | Alemanya                                  | 12 de juny - Lilla                           |                       | 1 (2) |                 |                 |                      |                      |            |            |  |  |       |       |
|  | Suïssa                                    | 1 (4)                                        |                       |       |                 |                 |                      |                      |            |            |  |  |       |       |
|  | Suïssa                                    | 1 (4)                                        | Suïssa                | 0     |                 |                 |                      |                      |            |            |  |  |       |       |
|  | 5 de juny - Reims                         |                                              | Suïssa                | 0     |                 |                 |                      |                      |            |            |  |  |       |       |
|  |                                           | Hongria                                      | 2                     |       |                 |                 |                      |                      |            |            |  |  |       |       |
|  | Hongria                                   | Hongria                                      | 2                     | 6     |                 |                 |                      |                      |            |            |  |  |       |       |
|  | Hongria                                   |                                              | 16 de juny - París    | 6     |                 |                 |                      |                      |            |            |  |  |       |       |
|  | Índies Orientals Neerlandeses             | 0                                            |                       |       |                 |                 |                      |                      |            |            |  |  |       |       |
|  | Índies Orientals Neerlandeses             | 0                                            | Hongria               | 5     |                 |                 |                      |                      |            |            |  |  |       |       |
|  | 5 de juny - Lió                           |                                              | Hongria               | 5     |                 |                 |                      |                      |            |            |  |  |       |       |
|  |                                           | Suècia                                       | 1                     |       | Tercer lloc     | Tercer lloc     |                      |                      |            |            |  |  |       |       |
|  | Suècia                                    | Suècia                                       | 1                     | -     | Tercer lloc     | Tercer lloc     |                      |                      |            |            |  |  |       |       |
|  | Suècia                                    | 12 de juny - Antíbol                         | 12 de juny - Antíbol  | -     |                 |                 | 19 de juny - Bordeus | 19 de juny - Bordeus |            |            |  |  |       |       |
|  | Àustria                                   | 12 de juny - Antíbol                         | 12 de juny - Antíbol  | -     |                 |                 | 19 de juny - Bordeus | 19 de juny - Bordeus |            |            |  |  |       |       |
|  | Àustria                                   | Suècia                                       | 8                     | -     | Brasil          | 4               |                      |                      |            |            |  |  |       |       |
|  | 5 de juny - Tolosa (repetit el 9 de juny) | Suècia                                       | 8                     |       | Brasil          | 4               |                      |                      |            |            |  |  |       |       |
|  |                                           | Cuba                                         | 0                     |       | Suècia          | 2               |                      |                      |            |            |  |  |       |       |
|  | Cuba                                      | Cuba                                         | 0                     | 3 (2) | Suècia          | 2               |                      |                      |            |            |  |  |       |       |
|  | Cuba                                      |                                              |                       | 3 (2) |                 |                 |                      |                      |            |            |  |  |       |       |
|  | Romania                                   | 3 (1)                                        |                       |       |                 |                 |                      |                      |            |            |  |  |       |       |
|  | Romania                                   | 3 (1)                                        |                       |       |                 |                 |                      |                      |            |            |  |  |       |       |

### Vuitens de final
| Suïssa       | 1–1 (pr.) | Alemanya    |
| ------------ | --------- | ----------- |
| Abegglen 43' | Informe   | Gauchel 29' |

| Suïssa                                         | 4–2     | Alemanya                            |
| ---------------------------------------------- | ------- | ----------------------------------- |
| Walaschek 42' · Bickel 64' · Abegglen 75', 78' | Informe | Hahnemann 8' · Lörtscher 22' (p.p.) |

| Hongria                                                       | 6–0     | Índies Orientals Neerlandeses |
| ------------------------------------------------------------- | ------- | ----------------------------- |
| Kohut 13' · Toldi 15' · Sárosi 28', 89' · Zsengellér 35', 76' | Informe |                               |

| Suècia | w/o | Àustria |
| ------ | --- | ------- |
|        |     |         |

 Stade Gerland, Lió
| Cuba                            | 3–3 (pr.) | Romania                               |
| ------------------------------- | --------- | ------------------------------------- |
| Socorro 44', 103' · Magriñá 69' | Informe   | Bindea 35' · Barátky 88' · Dobay 105' |

| Cuba                        | 2–1     | Romania   |
| --------------------------- | ------- | --------- |
| Socorro 51' · Fernández 57' | Informe | Dobay 35' |

| França                         | 3–1     | Bèlgica        |
| ------------------------------ | ------- | -------------- |
| Veinante 1' · Nicolas 16', 69' | Informe | Isemborghs 38' |

| Itàlia                  | 2–1 (pr.) | Noruega     |
| ----------------------- | --------- | ----------- |
| Ferraris 2' · Piola 94' | Informe   | Brustad 83' |

| Brasil                                                 | 6–5 (pr.) | Polònia                                            |
| ------------------------------------------------------ | --------- | -------------------------------------------------- |
| Leônidas 18', 93', 104' · Romeu 25' · Perácio 44', 71' | Report    | Scherfke 23' (p.) · Wilimowski 53', 59', 89', 118' |

| Txecoslovàquia                           | 3–0 (pr.) | Països Baixos |
| ---------------------------------------- | --------- | ------------- |
| Košťálek 93' · Zeman 111' · Nejedlý 118' | Informe   |               |

### Quarts de final
| Suïssa | 0–2    | Hongria                     |
| ------ | ------ | --------------------------- |
|        | Report | Sárosi 40' · Zsengellér 89' |

| Suècia                                                                          | 8–0    | Cuba |
| ------------------------------------------------------------------------------- | ------ | ---- |
| H. Andersson 9', 81', 89' · Wetterström 22', 37', 44' · Keller 80' · Nyberg 84' | Report |      |

| França        | 1–3    | Itàlia                       |
| ------------- | ------ | ---------------------------- |
| Heisserer 10' | Report | Colaussi 9' · Piola 51', 72' |

| Brasil       | 1–1 (pr.) | Txecoslovàquia   |
| ------------ | --------- | ---------------- |
| Leônidas 30' | Informe   | Nejedlý 65' (p.) |

| Brasil                     | 2–1    | Txecoslovàquia |
| -------------------------- | ------ | -------------- |
| Leônidas 57' · Roberto 62' | Report | Kopecký 25'    |

### Semifinals
| Hongria                                                              | 5–1    | Suècia    |
| -------------------------------------------------------------------- | ------ | --------- |
| Jacobsson 19' (p.p.) · Titkos 37' · Zsengellér 39', 85' · Sárosi 65' | Report | Nyberg 1' |

| Itàlia                         | 2–1    | Brasil    |
| ------------------------------ | ------ | --------- |
| Colaussi 51' · Meazza 60' (p.) | Report | Romeu 87' |

### Partit pel tercer lloc
| Suècia                    | 2–4    | Brasil                                      |
| ------------------------- | ------ | ------------------------------------------- |
| Jonasson 28' · Nyberg 38' | Report | Romeu 44' · Leônidas 63', 74' · Perácio 80' |

### Final
| Itàlia                            | 4–2    | Hongria                |
| --------------------------------- | ------ | ---------------------- |
| Colaussi 6', 35' · Piola 16', 82' | Report | Titkos 8' · Sárosi 70' |

## Campió
| Guanyador de Copa del Món de Futbol de 1934 |
| ------------------------------------------- |
| · Itàlia · Segon títol                      |

## Classificació final
El 1986, la FIFA va publicar un informe que classificava tots els equips de cada Copa del Món fins a la de 1986, basada en l'actuació a la competició, els resultats generals i la qualitat dels contraris (sense comptar els resultats de repetició). El rànquing del torneig de 1938 era el següent:
| P                              | Equip                         | PJ | PG | PE | PP | GF | GC | DG  | Pts. |
| ------------------------------ | ----------------------------- | -- | -- | -- | -- | -- | -- | --- | ---- |
| 1                              | Itàlia                        | 4  | 4  | 0  | 0  | 11 | 5  | +6  | 8    |
| 2                              | Hongria                       | 4  | 3  | 0  | 1  | 15 | 5  | +10 | 6    |
| 3                              | Brasil                        | 5  | 3  | 1  | 1  | 14 | 11 | +3  | 7    |
| 4                              | Suècia                        | 3  | 1  | 0  | 2  | 11 | 9  | +2  | 2    |
| Eliminats als quarts de final  |                               |    |    |    |    |    |    |     |      |
| 5                              | Txecoslovàquia                | 3  | 1  | 1  | 1  | 5  | 3  | +2  | 3    |
| 6                              | Suïssa                        | 3  | 1  | 1  | 1  | 5  | 5  | 0   | 3    |
| 7                              | Cuba                          | 3  | 1  | 1  | 1  | 5  | 12 | −7  | 3    |
| 8                              | França                        | 2  | 1  | 0  | 1  | 4  | 4  | 0   | 2    |
| Eliminats als vuitens de final |                               |    |    |    |    |    |    |     |      |
| 9                              | Romania                       | 2  | 0  | 1  | 1  | 4  | 5  | -1  | 1    |
| 10                             | Alemanya                      | 2  | 0  | 1  | 1  | 3  | 5  | -2  | 1    |
| 11                             | Polònia                       | 1  | 0  | 0  | 1  | 5  | 6  | −1  | 0    |
| 12                             | Noruega                       | 1  | 0  | 0  | 1  | 1  | 2  | −1  | 0    |
| 13                             | Bèlgica                       | 1  | 0  | 0  | 1  | 1  | 3  | −2  | 0    |
| 14                             | Països Baixos                 | 1  | 0  | 0  | 1  | 0  | 3  | −3  | 0    |
| 15                             | Índies Orientals Neerlandeses | 1  | 0  | 0  | 1  | 0  | 6  | −6  | 0    |

## Golejadors
| 7 gols - [[Fitxer:Flag of Brazil (1889-1960).svg\|23x15px\|border \|alt=Brasil\|link=Selecció de futbol del Brasil\|{{#if:\|]] Leônidas 5 gols - [[Fitxer:Flag of Hungary with arms (state).svg\|23x15px\|border \|alt=Hongria\|link=Selecció de futbol d'Hongria\|{{#if:\|]] György Sárosi - [[Fitxer:Flag of Hungary with arms (state).svg\|23x15px\|border \|alt=Hongria\|link=Selecció de futbol d'Hongria\|{{#if:\|]] Gyula Zsengellér - [[Fitxer:Flag of Italy (1861-1946).svg\|23x15px\|border \|alt=Itàlia\|link=Selecció de futbol d'Itàlia\|{{#if:\|]] Silvio Piola 4 gols - [[Fitxer:Flag of Poland.svg\|23x15px\|border \|alt=Polònia\|link=Selecció de futbol de Polònia\|{{#if:\|]] Ernest Wilimowski - [[Fitxer:Flag of Italy (1861-1946).svg\|23x15px\|border \|alt=Itàlia\|link=Selecció de futbol d'Itàlia\|{{#if:\|]] Gino Colaussi | 3 gols - [[Fitxer:Flag of Cuba.svg\|23x15px\|border \|alt=Cuba\|link=Selecció de futbol de Cuba\|{{#if:\|]] Héctor Socorro - [[Fitxer:Flag of Switzerland.svg\|23x16px\|border \|alt=Suïssa\|link=Selecció de futbol de Suïssa\|{{#if:\|]] André Abegglen - [[Fitxer:Flag of Sweden.svg\|23x15px\|border \|alt=Suècia\|link=Selecció de futbol de Suècia\|{{#if:\|]] Gustav Wetterström - [[Fitxer:Flag of Sweden.svg\|23x15px\|border \|alt=Suècia\|link=Selecció de futbol de Suècia\|{{#if:\|]] Harry Andersson - [[Fitxer:Flag of Sweden.svg\|23x15px\|border \|alt=Suècia\|link=Selecció de futbol de Suècia\|{{#if:\|]] Arne Nyberg - [[Fitxer:Flag of Brazil (1889-1960).svg\|23x15px\|border \|alt=Brasil\|link=Selecció de futbol del Brasil\|{{#if:\|]] Romeu - [[Fitxer:Flag of Brazil (1889-1960).svg\|23x15px\|border \|alt=Brasil\|link=Selecció de futbol del Brasil\|{{#if:\|]] Perácio 2 gols - [[Fitxer:Flag of Hungary with arms (state).svg\|23x15px\|border \|alt=Hongria\|link=Selecció de futbol d'Hongria\|{{#if:\|]] Pál Titkos - [[Fitxer:Flag of Romania.svg\|23x15px\|border \|alt=Romania\|link=Selecció de futbol de Romania\|{{#if:\|]] Stefan Dobai - [[Fitxer:Flag of France (1794–1815, 1830–1974).svg\|23x15px\|border \|alt=França\|link=Selecció de futbol de França\|{{#if:\|]] Jean Nicolas - [[Fitxer:Flag of the Czech Republic.svg\|23x15px\|border \|alt=República Txeca\|link=Selecció de futbol de la República Txeca\|{{#if:\|]] Oldřich Nejedlý | 1 gol - [[Fitxer:Flag of Germany (1933-1935).svg\|23x15px\|border \|alt=Alemanya\|link=Selecció de futbol d'Alemanya\|{{#if:\|]] Jupp Gauchel - [[Fitxer:Flag of Germany (1933-1935).svg\|23x15px\|border \|alt=Alemanya\|link=Selecció de futbol d'Alemanya\|{{#if:\|]] Wilhelm Hahnemann - [[Fitxer:Flag of Belgium (civil).svg\|23x15px\|border \|alt=Bèlgica\|link=Selecció de futbol de Bèlgica\|{{#if:\|]] Henri Isemborghs - [[Fitxer:Flag of Brazil (1889-1960).svg\|23x15px\|border \|alt=Brasil\|link=Selecció de futbol del Brasil\|{{#if:\|]] Roberto - [[Fitxer:Flag of Cuba.svg\|23x15px\|border \|alt=Cuba\|link=Selecció de futbol de Cuba\|{{#if:\|]] Tomás Fernández - [[Fitxer:Flag of Cuba.svg\|23x15px\|border \|alt=Cuba\|link=Selecció de futbol de Cuba\|{{#if:\|]] José Magriñá - [[Fitxer:Flag of France (1794–1815, 1830–1974).svg\|23x15px\|border \|alt=França\|link=Selecció de futbol de França\|{{#if:\|]] Émile Veinante - [[Fitxer:Flag of France (1794–1815, 1830–1974).svg\|23x15px\|border \|alt=França\|link=Selecció de futbol de França\|{{#if:\|]] Oscar Heisserer - [[Fitxer:Flag of Italy (1861-1946).svg\|23x15px\|border \|alt=Itàlia\|link=Selecció de futbol d'Itàlia\|{{#if:\|]] Pietro Ferraris - [[Fitxer:Flag of Italy (1861-1946).svg\|23x15px\|border \|alt=Itàlia\|link=Selecció de futbol d'Itàlia\|{{#if:\|]] Giuseppe Meazza - [[Fitxer:Flag of Hungary with arms (state).svg\|23x15px\|border \|alt=Hongria\|link=Selecció de futbol d'Hongria\|{{#if:\|]] Vilmos Kohut - [[Fitxer:Flag of Hungary with arms (state).svg\|23x15px\|border \|alt=Hongria\|link=Selecció de futbol d'Hongria\|{{#if:\|]] Géza Toldi - [[Fitxer:Flag of Norway.svg\|23x15px\|border \|alt=Noruega\|link=Selecció de futbol de Noruega\|{{#if:\|]] Arne Brustad | - [[Fitxer:Flag of Poland.svg\|23x15px\|border \|alt=Polònia\|link=Selecció de futbol de Polònia\|{{#if:\|]] Fryedryk Szerfke - [[Fitxer:Flag of Romania.svg\|23x15px\|border \|alt=Romania\|link=Selecció de futbol de Romania\|{{#if:\|]] Iuliu Baratki - [[Fitxer:Flag of Romania.svg\|23x15px\|border \|alt=Romania\|link=Selecció de futbol de Romania\|{{#if:\|]] Silviu Bindea - [[Fitxer:Flag of the Czech Republic.svg\|23x15px\|border \|alt=República Txeca\|link=Selecció de futbol de la República Txeca\|{{#if:\|]] Josef Košťálek - [[Fitxer:Flag of the Czech Republic.svg\|23x15px\|border \|alt=República Txeca\|link=Selecció de futbol de la República Txeca\|{{#if:\|]] Josef Zeman - [[Fitxer:Flag of the Czech Republic.svg\|23x15px\|border \|alt=República Txeca\|link=Selecció de futbol de la República Txeca\|{{#if:\|]] Vlastimil Kopecký - [[Fitxer:Flag of Sweden.svg\|23x15px\|border \|alt=Suècia\|link=Selecció de futbol de Suècia\|{{#if:\|]] Tore Keller - [[Fitxer:Flag of Sweden.svg\|23x15px\|border \|alt=Suècia\|link=Selecció de futbol de Suècia\|{{#if:\|]] Sven Jonasson - [[Fitxer:Flag of Switzerland.svg\|23x16px\|border \|alt=Suïssa\|link=Selecció de futbol de Suïssa\|{{#if:\|]] Eugen Wallaschek - [[Fitxer:Flag of Switzerland.svg\|23x16px\|border \|alt=Suïssa\|link=Selecció de futbol de Suïssa\|{{#if:\|]] Fredy Bickel Gols en pròpia porta - [[Fitxer:Flag of Sweden.svg\|23x15px\|border \|alt=Suècia\|link=Selecció de futbol de Suècia\|{{#if:\|]] Sven Jacobsson (contra Hongria) - [[Fitxer:Flag of Switzerland.svg\|23x16px\|border \|alt=Suïssa\|link=Selecció de futbol de Suïssa\|{{#if:\|]] Ernst Lörtscher (contra Alemanya) |